# Бехемот, морското чудовище
„Бехемот, морското чудовище“ (на английски: Behemoth the Sea Monster) е фантастичен филм от 1959 година на режисьора Йожен Лурие. Филмът е копродукция на Великобритания и САЩ.

## Сюжет
Американският биолог Стийв Карнс (Джийн Еванс) изнася лекция пред Британската научна конференция в Лондон, на която предупреждава за възможните негативни последствия от ядрените изпитания. Неговите опасения не са напразни. В резултат на складирането на радиоактивни отпадъци в световния океан, морето изхвърля на брега хиляди мъртви риби и токсични медузи, съприкосновението с които води до изгаряния и отравяне. Вследствие на радиацията загива местен моряк. На смъртния си одър той разказва на дъщеря си, че е видял морското чудовище Бехемот. Разбирайки за това, Карнс отива на крайбрежието за да го изследва, но не открива следи от радиация. По-късно той, заедно с професор Бикфорд (Андре Моръл) изследват телата на няколко мъртви риби, взети от плажа и откриват наченки на мутации.
Не след дълго гигантско земноводно напада село, разположено в близост до крайбрежието. Карнс и Бикфорд получават снимки на следите на чудовището и с тях отиват при специалиста по палеонтология, доктор Симпсън (Джак Макгоурън). Той дава предположение, че появилото се същество може да е палеозавър.
Откриването на съществото се оказва не лека задача, но скоро палеозавъра се появява в река Темза и потапя екскурзионен кораб. След това излиза на брега и започва да разрушава Лондон. Армията се опитва да го спре обстрелвайки го, но от излъчваната силна радиация от него, всичко живо наоколо загива. Карнс и Бикфорд откриват начин да унищожат чудовището и решават да го използват.
След като почти разрушава града, Бехемот се завръща в Темза. През това време двамата учени са направили торпедо, заредено с радий. Те смятат, че попаднал върху тялото на съществото, химикалът ще предизвика радиационна реакция, която в крайна сметка бавно ще убие животното. Използвайки малка подводница, те тръгват на лов за Бехемот. Откриват го и изстрелват торпедото, което попада в устата на звяра. При съприкосновението радия започва да покачва степента на радиация и Бехемот изпада в предсмъртна агония. Наблюдаващите от брега хора виждат стълб ослепителна светлина да излиза от глъбините на Темза, признак за кончината на чудовището.
Когато Карнс и Бикфорд се качват в автомобила, който ще ги изведе от мястото на сражението, те чуват по радиото, че по източното крайбрежие на САЩ е забелязано да се носи огромно количество мъртва риба.

## В ролите
- Джийн Еванс като Стийв Карнс
- Андре Моръл като професор Джеймс Бикфорд
- Джон Търнър като Джон
- Лий Мадисън като Джийн Тривитън
- Джак Макгоурън като доктор Симпсън, палеонтолога
- Морис Кауфман като командира на подводницата
- Хенри Видон като Томи Тривитън
- Леонард Сакс като учения

## Интересни факти
- В САЩ филмът е прожектиран под заглавието „Гигантския Бехемот“.
- Създателите на Бехемот Уилис О`Брайън и Пит Питърсън са роботили в гаража на Питърсън.
- Виковете на хората при нападението на Бехемот над Лондон са заимствани от филма „Кинг Конг“ от 1933 година.